# Pierre Hanus
Pierre Hanus est un homme politique français né le 21 avril 1766 à Rembercourt-Sommaisne (Meuse) et décédé à une date inconnue.
Clerc de procureur au Parlement de Paris avant la Révolution, il s'engage dans l'armée sous la Révolution et devient capitaine d'artillerie, puis inspecteur des fontes. Il est député de la Meuse en 1815, pendant les Cent-Jours.

## Sources
- « Pierre Hanus », dans Adolphe Robert et Gaston Cougny, Dictionnaire des parlementaires français, Edgar Bourloton, 1889-1891 [détail de l’édition]